# Hancock County (Illinois)
Das Hancock County ist ein County im US-amerikanischen Bundesstaat Illinois. Im Jahr 2010 hatte das County 19.104 Einwohner und eine Bevölkerungsdichte von 9,3 Einwohnern pro Quadratkilometer. Der Verwaltungssitz (County Seat) ist Carthage.

## Geografie
Das County liegt im Westen von Illinois am Mississippi River, der hier die Grenze zu den benachbarten Bundesstaaten Iowa und Missouri bildet. Das Hancock County hat eine Fläche von 2110 Quadratkilometern, wovon 52 Quadratkilometer Wasserfläche sind. Es grenzt an folgende Nachbarcountys:
| Lee County (Iowa)       |              | Henderson County |
| Clark County (Missouri) |              | McDonough County |
| Lewis County (Missouri) | Adams County | Schuyler County  |

## Geschichte

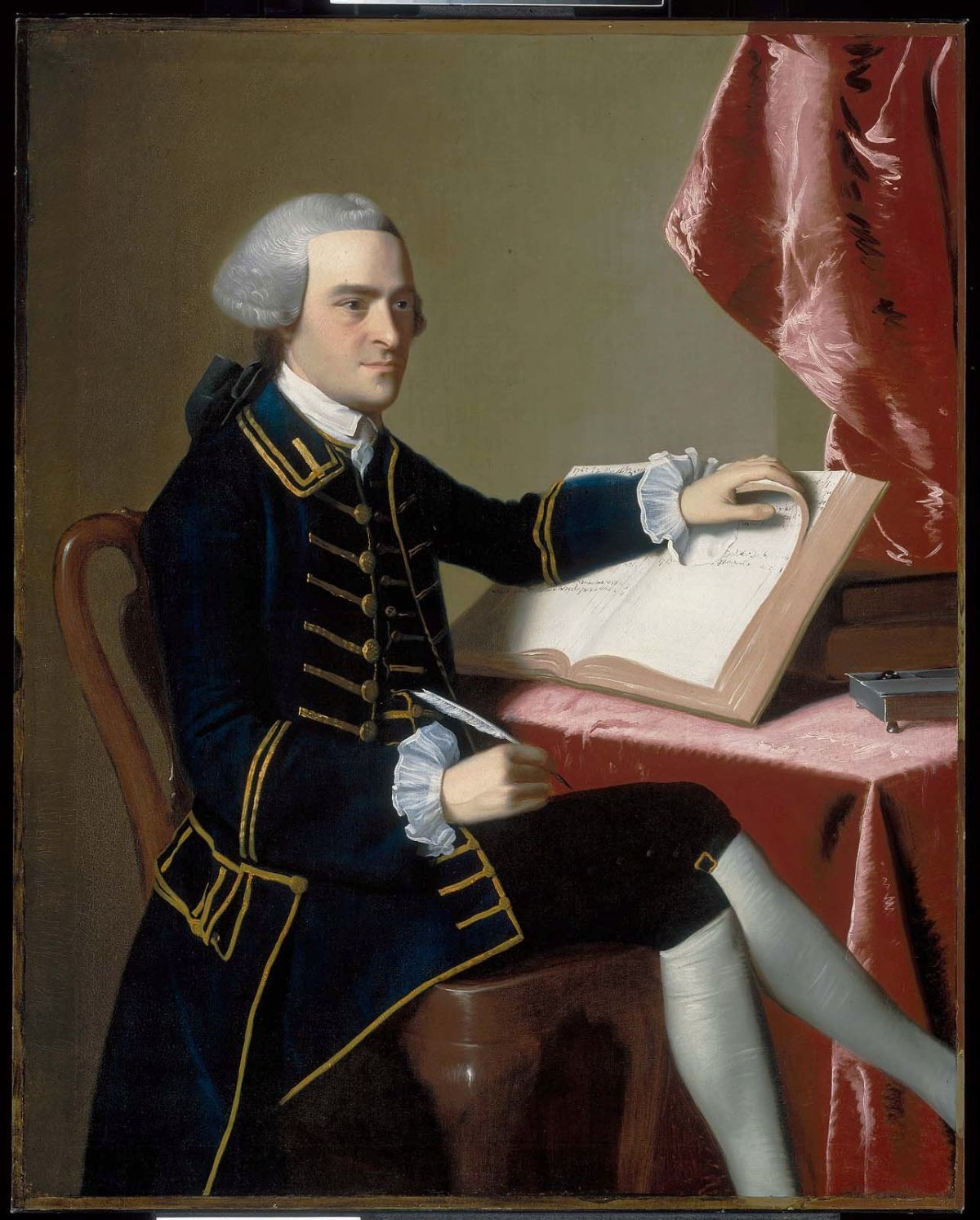
J. Hancock

Das Hancock County wurde am 13. Januar 1825 im Territorium Illinois, neben dem Pike County, gebildet und nach John Hancock benannt, einem Kongressmitglied und Gouverneur von Massachusetts.
Das erste Gerichtsgebäude wurde in Montebello, am Ufer des Mississippi River erbaut. 1833 wurde der Verwaltungssitz nach Carthage verlegt. Das heute noch existierende Gerichtsgebäude wurde 1908 errichtet. Um 1839 siedelten auch Mormonen in Nauvoo. Von 1839 bis 1846 war Nauvoo die Stadt mit den meisten Einwohnern in Illinois.

1844 wurde der Mormonenführer Joseph Smith und sein Bruder Hyrum Smith von einem aufgebrachten Mob im Gefängnis von Carthage ermordet. Der Exodus von Nauvoo begann Anfang 1846, als die Mormonen sich in ihr neues Hauptquartier in Utah begaben.

## Demografische Daten
Nach der Volkszählung im Jahr 2010 lebten im Hancock County 19.104 Menschen in 8.024 Haushalten. Die Bevölkerungsdichte betrug 9,3 Einwohner pro Quadratkilometer. In den 8.024 Haushalten lebten statistisch je 2,31 Personen.
Ethnisch betrachtet setzte sich die Bevölkerung zusammen aus 98,0 Prozent Weißen, 0,3 Prozent Afroamerikanern, 0,2 Prozent amerikanischen Ureinwohnern, 0,2 Prozent Asiaten sowie aus anderen ethnischen Gruppen; 0,9 Prozent stammten von zwei oder mehr Ethnien ab. Unabhängig von der ethnischen Zugehörigkeit waren 1,0 Prozent der Bevölkerung spanischer oder lateinamerikanischer Abstammung.
22,0 Prozent der Bevölkerung waren unter 18 Jahre alt, 68,2 Prozent waren zwischen 18 und 64 und 19,8 Prozent waren 65 Jahre oder älter. 50,8 Prozent der Bevölkerung war weiblich.

Das jährliche Durchschnittseinkommen eines Haushalts lag bei 43.774 USD. Das Prokopfeinkommen betrug 23.098 USD. 11,6 Prozent der Einwohner lebten unterhalb der Armutsgrenze.

## Ortschaften im Hancock County
Citys
| - Carthage - Dallas City1 - Hamilton | - La Harpe - Nauvoo - Warsaw |

Town
- Bentley

Villages
| - Augusta - Basco - Bowen - Elvaston | - Ferris - Plymouth - Pontoosuc - West Point |

Unincorporated Communitys
| - Adrian - Breckenridge - Burnside - Chili - Colusa - Denver | - Disco - Durham - Elderville - Fountain Green - Joetta - La Crosse | - McCall - Middle Creek - Niota - Old Niota - Powellton - Saint Mary | - Stillwell - Sutter - Tioga2 - Webster |

1 – teilweise im Henderson County

2 – teilweise im Adams County

## Gliederung
Das Hancock County ist in 25 Townships eingeteilt:
| Township                | Einwohner (2010) | FIPS     |
| ----------------------- | ---------------- | -------- |
| Appanoose Township      | 435              | 17-01621 |
| Augusta Township        | 795              | 17-02999 |
| Bear Creek Township     | 345              | 17-04338 |
| Carthage Township       | 3052             | 17-11540 |
| Chili Township          | 657              | 17-14104 |
| Dallas City Township    | 996              | 17-18433 |
| Durham Township         | 278              | 17-21306 |
| Fountain Green Township | 288              | 17-27325 |
| Hancock Township        | 255              | 17-32629 |
| Harmony Township        | 326              | 17-32993 |
| La Harpe Township       | 1473             | 17-40845 |
| Montebello Township     | 3579             | 17-50140 |
| Nauvoo Township         | 1156             | 17-51804 |

| Township             | Einwohner (2010) | FIPS     |
| -------------------- | ---------------- | -------- |
| Pilot Grove Township | 280              | 17-59845 |
| Pontoosuc Township   | 413              | 17-61093 |
| Prairie Township     | 380              | 17-61496 |
| Rock Creek Township  | 350              | 17-64876 |
| Rocky Run Township   | 158              | 17-65234 |
| St. Albans Township  | 377              | 17-66612 |
| St. Mary Township    | 640              | 17-67054 |
| Sonora Township      | 494              | 17-70499 |
| Walker Township      | 333              | 17-78422 |
| Warsaw Township      | 1607             | 17-78955 |
| Wilcox Township      | 189              | 17-81607 |
| Wythe Township       | 248              | 17-83713 |
|                      |                  |          |